# El Níspero
El Níspero es un municipio del departamento de Santa Bárbara en la República de Honduras.

## Límites
| Orientación | Límite                                 |
| ----------- | -------------------------------------- |
| Norte       | Municipio de Arada, Santa Bárbara      |
| Sur         | Municipio de San Rafael, Lempira       |
| Este        | Municipio de Santa Rita, Santa Bárbara |
| Oeste       | Municipio de La Unión, Lempira         |

## División Política
Aldeas: 7 (2013)
Caseríos: 37 (2013)
| Código | Aldea        |
| ------ | ------------ |
| 161001 | El Níspero   |
| 161002 | El Paraíso   |
| 161003 | El Tontolo   |
| 161004 | Nejapa       |
| 161005 | Nueva York   |
| 161006 | San Jerónimo |
| 161007 | Santa Cruz   |
|        | El Robledal  |
|        | El Campo     |